# 科魯巴爾河
科魯巴爾河（葡萄牙語：Corubal）是西非的河流，屬於熱巴河的主要支流，河道全長約560公里，流域面積約26,000平方公里，發源自拉貝附近的富塔賈隆，朝西流進畿內亞比紹境內。